# Чебенли
Чебенли (баш. Себенле) — село в Чебенлинском сельсовете Альшеевского района Республики Башкортостан России.
Находится на левом берегу реки Дёмы.

## Население
| 2002 | 2009 | 2010 |
| ---- | ---- | ---- |
| 356  | ↗377 | ↘290 |

Согласно переписи 2002 года, преобладающая национальность — башкиры (100 %).

## Известные уроженцы
- Булатов Худат Салимьянович  — командир противотанкового орудия 58-го гвардейского кавалерийского полка 16-й гвардейской Черниговской кавалерийской дивизии (112-я Башкирская кавалерийская дивизия) 7-го гвардейского кавалерийского корпуса 61-й армии Центрального фронта, гвардии сержант, Герой Советского Союза.

## Географическое положение
Расстояние до:
- районного центра (Раевский): 28 км,
- ближайшей железнодорожной станции (Раевка): 28 км.